# 로맨싱 사가
《로맨싱 사가》(Romancing SaGa)는 스퀘어 (현 스퀘어 에닉스)가 제작한 롤플레잉 비디오 게임이다. 《사가》 시리즈에서 슈퍼 패미컴으로 발매된 첫 작품으로, 일본서 1992년 1월 28일 출시됐다.  2001년 12월 20일에는 원더스완 컬러 이식판이, 2005년에는 휴대전화용 이식판이 발매되었다.
이후 같은 슈퍼 패미컴 기종으로 개발된 후속작이 1993년에 《로맨싱 사가 2》가, 1995년에는 《로맨싱 사가 3》가 출시됐다. 2005년에 플레이스테이션 2로 리메이크 작품 《로맨싱 사가: 민트스럴 송》이 출시됐다.

## 주된 제작 스태프
- 카와즈 아키토시 - 디렉터, 시스템 디자인, 배틀 디자인, 시나리오
- 이토 켄지 - 음악
- 코바야시 토모미 - 캐릭터 디자인
- 高井浩 - 몬스터 디자인, 배틀BG디자인
- 시부야 카즈코 - OBJ 디자인
- 키타세 요시노리, 타카하시 테츠야, 이노우에 노부유키 외 - 필드 맵 디자인

## 등장인물

### 8명의 주인공들
알베르트 (일본어: アルベルト, Albert)
연령:18세 성별:남성 스타트:이스마스
로자리아와 바팔 경계에 위치하는 이시마스성의 성주·루돌프의 아들. 부모님과 누나·디아나의 시모타이라온에 살고 있었지만, 어느 사건을 계기로 가족·성을 잃어, 실의안 여행을 떠나게 된다. 약간 철부지인 면도 있지만, 성실하고 정의감의 강한 곧은 성격. 왼손잡이. 공격력, 체력, 민첩함은 낮지만, 의외로 마력이 높다.
쟈밀 (일본어: ジャミル, Jamil)
연령:20세 성별:남성 스타트:남 에스타밀
에스타밀의 도적. 조직에 속하는 것을 싫어해, 파트너 다우드와 2명이서 도둑질을 하고 있다. 경박한 사람으로 씩씩한 청년. 전 캐릭터중 가장 민첩함이 높다.
그레이 (일본어: グレイ, Gray)
연령:24세 성별:남성 스타트:리가우 섬
재보를 요구해 미리암·가라하드와 함께 여행을 하는, 쿨한 모험자. 이름은 회색의 머리카락과 눈동자를 가지는 것이 유래로 되어 있지만 확실하지 않다. 힘, 체력, 민첩함이 높은 전사 타입이다.
호크 (일본어: ホーク, Hawk)
연령:30세 성별:남성 스타트:파이러츠 해안
산호해를 줄장으로 하는 해적으로 캡틴 호크로 불리고 있다. 겐코족의 게라하를 파트너로 하고 있어, 주인공으로 했을 경우에는 최초부터 동료가 된다. 타입으로서는 그레이와 잘 비슷하다.
아이샤 (일본어: アイシャ, Aisha)
연령:16세 성별:여성 스타트:가레사스텝
가레사스텝의 유목민 「타랄족」의 족장·니잠의 손녀. 순진하고 호기심 왕성. 주인공으로 했을 경우 「말」을 사용할 수 있다. 타랄족 독특한 머리 모양·복장을 하고 있다. 초기 능력은 낮지만, 균형있게 성장한다.
클로디아 (일본어: クローディア, Claudia)
연령:22세 성별:여성 스타트:미혹의 숲
바팔 제국의 수도 멜빌 근교의 미혹의 숲에서 마녀 오울에 자라 거기서 사는 여성. 실은 바팔 황녀이지만 본인은 그것을 모른다. 조용한 성격으로, 사람이 많이 있는 장소를 싫어한다. 쟈밀이나 그레이만큼은 아니지만, 민첩함이 높다.
바바라 (일본어: バーバラ, Barbara)
연령:26세 성별:여성 스타트:웨스트 엔드
뉴로드를 여행하는 연예인 일좌의 요염한 무희. 주인공으로 했을 경우 「마차」를 사용할 수 있다. 또 최초부터 상당한 수의 지도를 소지하고 있기 때문에 최초기부터 자유도가 높다. 균형있게 성장해 간다.
시프 (일본어: シフ, Sif)
연령:28세 성별:여성 스타트:발하란트
발하란트에 사는 발할족의 여전사. 강한 여자의 성격에 가세해 완력의 힘에서도 남자를 압도한다. 알베르트가 최초로 만나는 동료이며, 알베르트를 「꼬마(ぼうや)」라고 부른다. 힘과 체력의 높음은 톱 클래스.하지만, 호크나 그레이와 비교하면, 민첩함이 낮다.

### 말디어스의 신들
에롤 (일본어: エロール, Elore)
신들의 아버지이자 태양신. 파괴신 사이버의 새끼손가락에 유일하게 남아 있던 양심으로부터 태어났다.
니사 (일본어: ニーサ, Nieca)
에롤의 아내로 대지와 풍양의 신. 밀자와 사이버의 싸움의 뒤 많은 신들이 말디어스를 떠난 후, 에롤과 함께 마르디아스에 머물러, 현재의 마르디아스에 있는 신들을 낳았다.
우콤 (일본어: ウコム, Ukkom)
해신. 선원들로부터 신앙을 전해진다.
시릴 (일본어: シリル, Siril)
숲의 신. 거목의 모습을 빌리고 숲을 지키고 있다.
에리스 (일본어: エリス, Elith)
은의 달과 짐승의 여신.
암트 (일본어: アムト, Amt)
붉은 달과 사랑의 여신. 어둠의 힘을 억제하기 위해 에롤에게 만들어졌다.
밀자 (일본어: ミルザ, Mirsa)
일찍이 사루인을 쓰러뜨린 인간 전사. 그 위업을 에롤에 기릴 수 있는 신의 일원이 되었다. 이름의 유래는 큰개자리β성 무르짐.
데스 (일본어: デス, Des)
죽음을 맡는, 파괴의 여신 사이버의 뼈로부터 태어난 3사신의 맏형. 현재는 토마에 화산의 깊숙하게 있는 저승에 있다.
사루인 (일본어: サルーイン, Saruin)
파괴를 맡는, 파괴의 여신 사이버의 심장으로부터 태어난 3사신의 차형으로 해 최강의 재앙의 신. 밀더에 의해 봉쇄되었다
셰라하 (일본어: シェラハ, Sherah)
밤의 여왕. 파괴의 여신 사이버의 머리카락으로부터 태어난 3사신의 말매. 약손가락에 「빛의 다이아몬드」를 낄 수 있던 것에 의해 마력과 기억을 잃어, 시릴과 이름을 바꾸어 각국의 술집에서 일하고 있다.
마르다 (일본어: マルダー, Marda)
말디어스의 창조신이지만, 밀더와 사루인의 싸움보다 아득히 옛날에 일어난 신들의 싸움의 뒤, 다른 신들과 함께 자취를 감추었다.
사이버 (일본어: サイヴァ, Sayva)
창조신 밀자의 아내인 파괴의 여신. 밀자 이하 다른 신들에 싸움을 걸지만 패배한다.

### 그 외의 등장인물
디아나 (일본어: ディアナ, Diana)
알베르트의 누나로, 그가 주인공일 때 초기 멤버 중 1명.
루돌프 (일본어: ルドルフ, Rudolf)
이시마스의 성주로, 알베르트와 디아나의 아버지.
마리아 (일본어: マリア, Maria)
알베르트와 디아나의 어머니. 루돌프와 운명을 함께 한다.
다우드 (일본어: ダウド, Daood)
쟈밀이 주인공일 때 초기 멤버로 도적 동료.
가라하드 (일본어: ガラハド, Garahad,Garajad)
그레이가 주인공일 때 초기 멤버. 로자리아 출신 성전사.
밀리엄 (일본어: ミリアム, Myriam)
그레이가 주인공 일 때 초기 멤버.
게라 하 (일본어: {{{2}}}, {{{2}}})
호크가 주인공일 때 초기 멤버.
오울 (일본어: オウル, Owl)
바팔 제국에 있는 미혹의 숲에서 몰래 사는 마녀. 클로디아의 양친. 임종 시에 클로디아에 출생의 비밀을 이야기한다.
실벤 (일본어: シルベン, Silven)
클로디아가 주인공일 때 초기 멤버 은 늑대. 사실은 달의 여신 에리스의 가짜 모습.
브라우 (일본어: ブラウ, Brau)
클로디아가 주인공일 때 초기 멤버 수컷 곰.
네빌 (일본어: ネビル, Nevil)
바팔 제국의 근위 대장으로, 황제 경호·제국 내외의 첩보활동을 통괄한다.
패트릭 (일본어: パトリック, Patrick)
바팔 제국의 재무 대신.
콜네리오 (일본어: コルネリオ, Cornelio)
로반 공. 부인은 바팔 황제의 여동생 마틸다.
쟝 (일본어: ジャン, Jean)
바팔 제국 친위대에 속하고 있는, 네빌의 부하.
모니카 (일본어: モニカ, Monica)
로반에 잠입 중인 바팔 제국 군인·공작원. 게임 초반에 알베르트를 돕는다.
파라 (일본어: ファラ, Farah)
쟈밀의 소꿉 친구로, 그에게 희미한 연정을 안고 있다.쟈밀의 훔치기 몫을 언제나 나누어 주고 있다.
아프마드 (일본어: アフマド, Ahmad)
쿠쟈라트의 수장. 수도 에스타밀을 통치하고 있다.
하룬 (일본어: ハルーン, Haloon)
한 때의 쿠쟈라트의 수도 탈밋타를 통치하고 있다.
붓쳐 (일본어: ブッチャー, Butcher)
산호 바다의 극악 해적.
엘만 (일본어: エルマン, Erman)
떠돌이 광대의 일좌의 회계계. 바바라와 함께 여행을 하고 있다. 바바라를 주인공으로 선택했을 때만 초기 멤버로서 참가한다.
나탈리 (일본어: ナタリー, Natary)
떠돌이 광대의 일좌의 가수. 바바라와 함께 여행을 하고 있다. 전투에는 참가하지 않는다。
나이트할트(일본어: ナイトハルト, Neidhart)
칼 아우구스트 나이트할트(일본어: カール・アウグスト・ナイトハルト. 로자리아의 황태자. 국왕인 병상의 아버지에 대신해, 실질적으로 로자리아를 지배하고 있다. 북방의 유목민족으로부터 「카야키스(검은 악마)」라고 불려 두려워 하고 있다.
니잠 (일본어: ニザム, Nizam)
타라르족의 족장.아이샤의 조부.
제프티메스 (일본어: ジェフティメス, Djehtimes)
카크람 사막의 지하에 사는 지저인의 장
프라마 (일본어: フラーマ, Flamma)
바이젤하임을 통치하는 불의 술법사로, 주인공들에게 사루인의 부활의 저지를 말한다.
테오돌 (일본어: テオドール, Theodore)
「기사단의 검」이라 칭송받는 명장.
콘스탄츠 (일본어: コンスタンツ, Constanze)
테오돌의 외동딸. 몬스터에게 유괴되는 이벤트가 있다.라파엘의 연인으로 후에 아내가 된다.
하인리히 (일본어: ハインリヒ, Heinrich)
「기사단의 방패」라 칭송받는 노 기사.
라파엘 (일본어: ラファエル, Raphael)
오이겐슈탓트의 검 실력을 가지는 견습 기사.
가트 (일본어: ガト, Gato)
발하랜드에 있는 「가트의 마을」의 촌장.
4천왕(일본어: 四天王
일찍이 밀더와 함께 사루인과 싸운 거대한 괴물, 타이니페더, 아디리스, 플레임 타이란트, 수룡. 각각이 고가의 아이템을 가지고 있어 손에 넣으려면 싸워 이길지 교섭을 할 필요가 있다. 교섭을 성립시켰을 경우, 주인공들에게 도와주게 된다. 원래는 사루인등 사신에 만들어진 마물의 장이다.
미니온 (일본어: ミニオン, Minion)
사루인이 낳기 시작했고. 헤이트, 와일, 스트라이프 3체가 존재한다. 각지에 파괴와 혼란을 부르는 악의 손끝.
웨이 쿠빈 (일본어: ウェイ＝クビン, {{{2}}})
마의 섬에서 인체실험을 하면서 불로불사의 방법을 연구하는 마술사. 마의 에메랄드를 가지고 있다.
사라킨 (일본어: サラキーン, Sarakihn)
거인 마을의 족장. 그에게 인정되면, 거인 마을로 쇼핑을 생기게 된다.
하오란 (일본어: ハオラーン, Haolahn)
각지의 퍼브를 방랑하고 있는 수수께끼의 음유시인. 주인공들에게 길을 나타낸다. 그 정체는 주신·에롤.
적마법사 (일본어: 赤魔法使い
오브시단 수색 시에 동굴 입구에서 동료가 되는 것을 신청한다(동료로 하지 않는 것도 할 수 있다).

## 평가
| 통합 점수           | 통합 점수             |
| 통합사              | 점수                  |
| ------------------- | --------------------- |
| 게임랭킹스          | PS2: 63%              |
| 메타크리틱          | PS2: 58/100           |
| 평론 점수           |                       |
| 평론사              | 점수                  |
| 1UP.com             | C+                    |
| CGM                 | [ 1 ]                 |
| 패미츠              | SFC: 31/40 PS2: 32/40 |
| 게임 인포머         | 5/10                  |
| 게임프로            | 3/5                   |
| 게임스팟            | 6/10                  |
| IGN                 | 6.5/10                |
| PSM                 | 5/10                  |
| RPGamer             | 3.5/5                 |
| Dengeki PlayStation | 87.5/100              |
| eToychest           | 90/100                |
| GameShark           | B-                    |
| JIVE Magazine       | [ 1 ]                 |
| RPGFan              | 87%                   |
| Hyper PlayStation   | 8.5/10                |

| 수상    | 수상                    |
| 평론사  | 수상                    |
| ------- | ----------------------- |
| Famitsu | All Time Top 100 (53rd) |